# 山陽小野田市立高千帆中学校
山陽小野田市立高千帆中学校（さんようおのだしりつ たかちほちゅうがっこう）は、山口県山陽小野田市楴山にある公立中学校。高千穂は間違い。

## 概要

### 校歌
作詞:田中俊資
作曲:鶴岡義雄 

## 沿革
- 1947年4月1日-小野田市立高千帆中学校として開校。
- 2005年-山陽小野田市発足に伴い学校名を山陽小野田市立高千帆中学校に変更。 [1]

## 部活動

### 運動部
- 野球部
- サッカー部
- 男子卓球部
- 女子卓球部
- 男子ソフトテニス部
- 女子ソフトテニス部
- バレーボール部
- 陸上競技部
- 男子バスケットボール部
- 女子バスケットボール部

### 文化部
- 吹奏楽部
- 美術・文芸部
- 英語部
- ボランティア部

### 臨時部
- 硬式テニス部
- 水泳部
- 体操競技部 [1]

## 生徒会活動

### 専門委員会
- 総務委員会
- 生活委員会
- 学習委員会
- 整備委員会
- 保健委員会
- 図書委員会
- 給食委員会 [1]

## 所在地
山口県山陽小野田市楴山2丁目8-1